# Бельгия на «Евровидении-1963»
Бельгия принимала участие в Евровидении 1963, проходившем в Лондоне, Великобритания. На конкурсе её представлял Жак Реймонд с песней «Waarom?», выступавший под номером 14. В этом году страна заняла 10 место, заработав 4 балла. Комментаторами конкурса от Бельгии в этом году стали Герман Верелст, Дениз Мас (BRT) и Пьер Деласс (RTB), а глашатаем — Вард Богарт.
Жак Реймонд выступил в сопровождении оркестра под руководством Франсиса Бэя.

## Национальный отбор
| Номер | Артист      | Песня                  | Баллы | Место |
| ----- | ----------- | ---------------------- | ----- | ----- |
| 1     | Лизе Марке  | «Saksisch porselein»   | 247   | 4-е   |
| 2     | Рина Пиа    | «Er speelt een orgel»  | 274   | 3-е   |
| 3     | Джо Лееманс | «Zo mooi»              | 241   | 5-е   |
| 4     | Lieve Olga  | «Con amore»            | 186   | 6-е   |
| 5     | Жак Реймонд | «Waarom?»              | 292   | 1-е   |
| 6     | Лизе Марке  | «Luister naar de wind» | 289   | 2-е   |

Национальный отбор состоялся 16 февраля 1963 года. Победную песню выбрали путём объединения «экспертного» и общественного жюри. Перед финалом было 9 полуфиналов, в каждом из которых приняло по 12 исполнителей. И в каждом из полуфиналов в очередной полуфинал выходило по три песни. Таким образом, песне нужно было пройти через 3 полуфинала. Боб Бенни прошёл в финал с двумя песнями «Mijn kleine blauwe zwaluw» и «Boerenwals». Однако Боб нарушил правила и опубликовал первую песню раньше срока. В знак протеста Бенни исполнил «Boerenwals» с текстом песни «Mijn kleine blauwe zwaluw», за что и был дисквалифицирован. Также в финал не прошли следующие певцы: Энни Денита, Крис Эллис, Will Ferdy, Фредди Сандер, Jean Walters & Staf Wesenbeek.
Также песни были исполнены дважды, сначала певцами Anita Berry и John De Mol, а затем артистами, представленными в таблице.

## Страны, отдавшие баллы Бельгии
Каждая страна присуждала от 1 до 5 баллов пяти наиболее понравившимся песням.
| Отдали Бельгии… |
| 4 балла         |
| --------------- |
| Австрия         |

## Страны, получившие баллы от Бельгии
| 5 баллов | Дания     |
| 4 балла  | Швейцария |
| 3 балла  | Италия    |
| 2 балла  | Австрия   |
| 1 балл   | Франция   |